# 델라웨어만
델라웨어만은 미국 동북부 해안에 있는 델라웨어강의 어귀로, 델라웨어주와 뉴저지주 사이에 있다. 면적은 약 782 제곱마일 (2,030 km2)이고, 만의 담수는 수 마일 동안 대서양의 염수와 섞인다.
만은 내륙으로 델라웨어주와 뉴저지주와 접해 있으며, 그 입구는 델라웨어의 헨로픈 곶과 뉴저지의 메이 곶에 의해 대서양을 향해 형성된다. 델라웨어만은 델라웨어의 서식스군, 켄트군, 뉴캐슬군, 뉴저지의 케이프메이군, 컴벌랜드군, 살렘군 등 6개 군과 접해 있다. 케이프메이-루이스 페리는 뉴저지주 노스케이프메이에서 델라웨어주 루이스까지 델라웨어만을 가로질러 운행한다. 만의 항구는 델라웨어 강만 관리국에서 관리한다.
만의 해안은 대부분 염습지와 갯벌로 이루어져 있으며, 만 하류 해안에는 작은 공동체들만 거주한다. 여러 강들은 만과 접한 염습지 습지에 대해 보호된 지위를 가지며, 이곳은 대서양투구게를 비롯한 많은 수생종의 번식지 역할을 한다. 만은 또한 주요 굴 양식장이기도 하다.
델라웨어만은 1992년 5월 20일 국제적으로 중요한 람사르 습지로 지정되었다. 이곳은 서반구 도요물떼새 보호 네트워크에 분류된 첫 번째 장소였다.

## 수문학
델라웨어만은 델라웨어강의 리아스식 해안이다. 즉, 제4기 빙하기 동안 해수면이 낮았던 시기에 강의 충적평야였던 침수된 하곡이다. 델라웨어강이 델라웨어만의 가장 큰 지류이지만, 수많은 작은 강과 개울도 만으로 흘러든다. 여기에는 델라웨어 쪽의 아포퀴니밍크강, 립식강, 스미르나강, 세인트 존스강, 미스필리온강, 브로드킬강, 머더킬강과 뉴저지 쪽의 살렘강, 코핸시강, 모리스강이 포함된다.

## 생태학
델라웨어만 생태계는 5월에 북쪽으로 이동하는 30종 이상의 철새들이 쉬어가는 중요한 중간 기착지이다. 붉은가슴도요와 같은 많은 새들은 긴 여정 후 투구게 알로 에너지 비축량을 채우기 위해 이 만 지역을 이용한다. 델라웨어만은 세계에서 가장 큰 투구게 개체군을 보유하고 있다.

## 역사

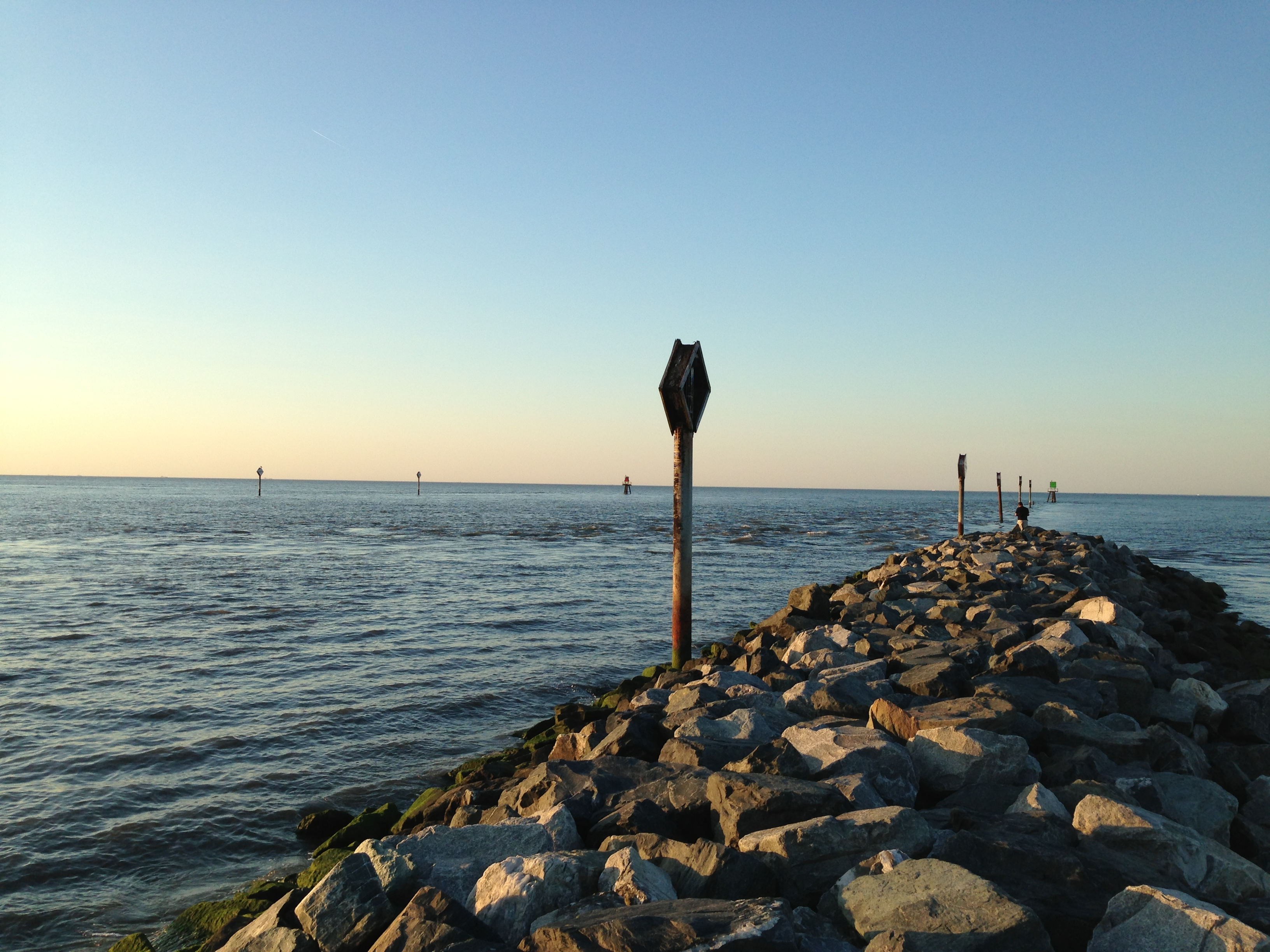
루스벨트 수로의 루이스-레호보스 운하 시작 지점

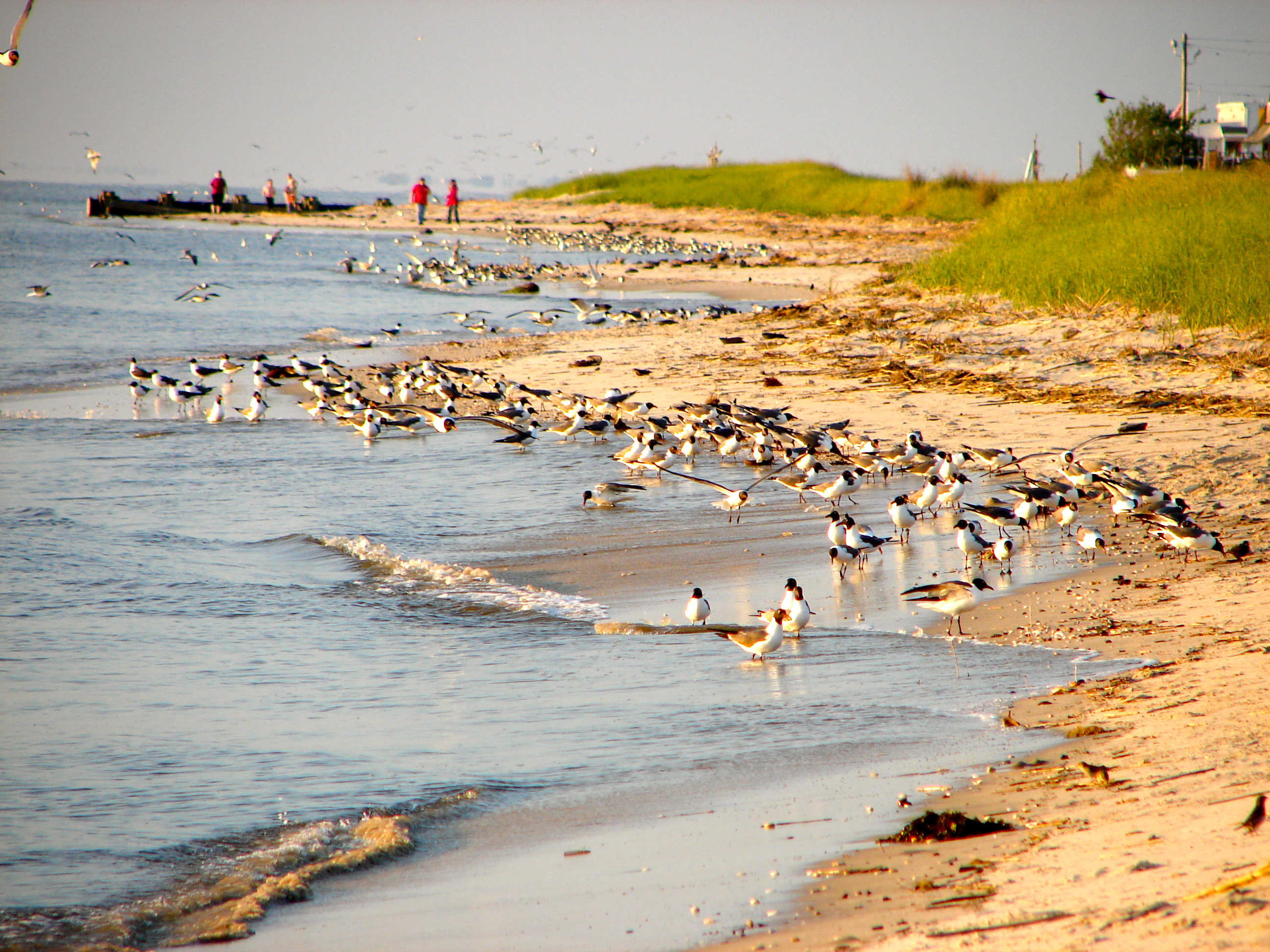
대서양 근처 케이프메이의 해안

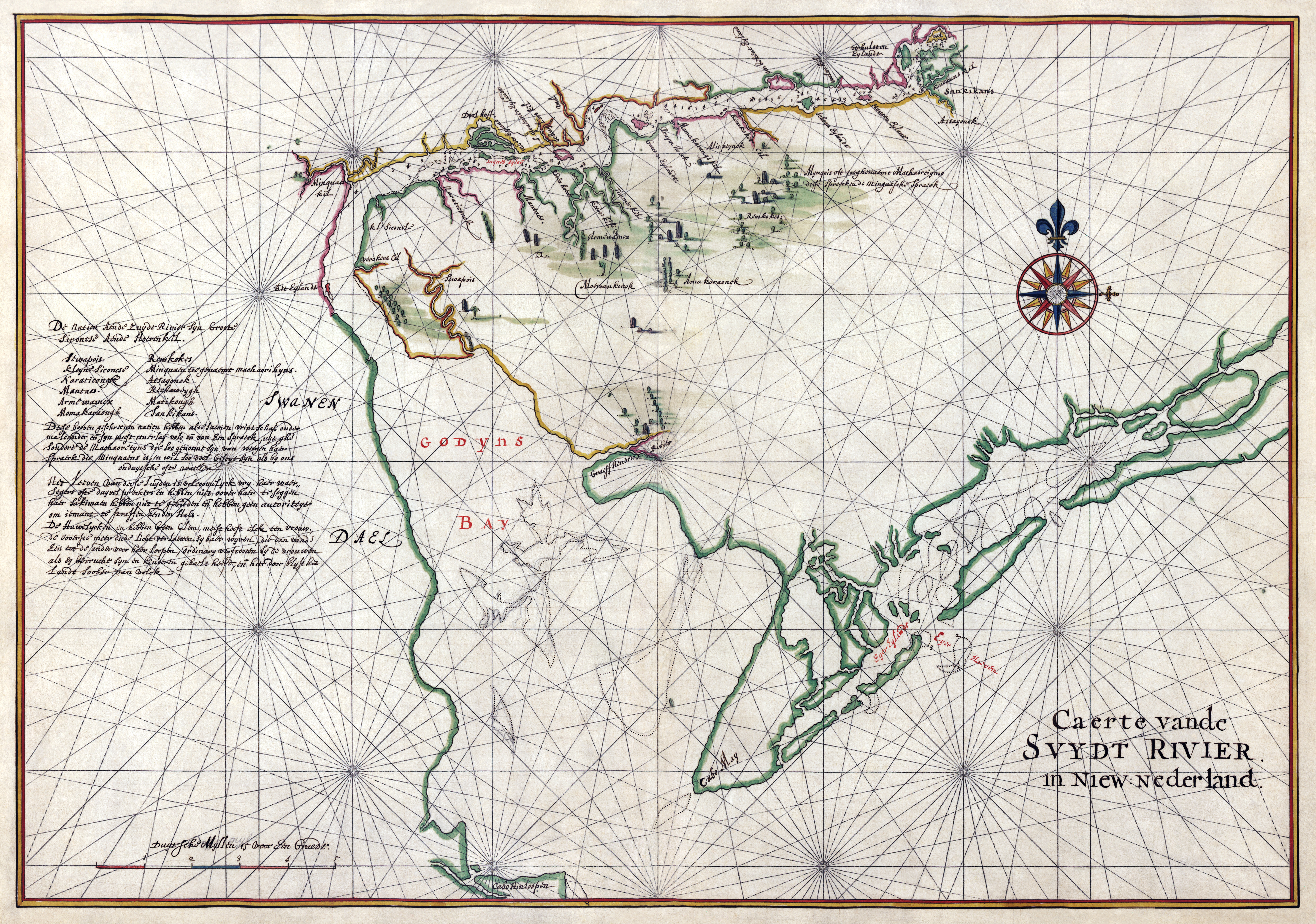
스바넨다엘 식민지와 고다인의 만(델라웨어만)의 해도, 1639년

17세기 초 유럽인들이 도착했을 때, 만 주변 지역에는 아메리카 원주민 레나페족이 거주하고 있었다. 그들은 델라웨어강을 "레나페 위히툭(Lenape Wihittuck)"이라고 불렀는데, 이는 "레나페의 빠른 물줄기"를 의미한다. 델라웨어만은 "폭포 근처"를 의미하는 "푸탁사트(Poutaxat)"라고 불렸다.

1523년, 루카스 바스케스 데 아욘은 신성 로마 제국 황제 카를 5세로부터 1521년 프란시스코 고르디요와 노예 상인 페드로 데 케호 선장이 탐험한 토지에 대한 특허를 받았다. 아욘은 1525년에 케호를 북쪽으로 보냈고, 델라웨어만 북쪽까지의 해안선에 대한 보고를 받았다. 같은 해, 데 아욘과 케호 선장은 델라웨어만을 "성 크리스토퍼 만"이라고 불렀다. 1600년대에는 코르넬리스 야코브센 메이 선장의 이름을 따서 만을 "뉴 포트 메이(Niew Port May)"라고 불렀다.
만으로 기록된 또 다른 유럽인의 방문은 1609년에 헨리 허드슨에 의해 이루어졌으며, 그는 네덜란드 동인도 회사를 위해 이곳을 점령했다. 네덜란드인들은 이 어귀를 회사 이사인 사뮈엘 호데인의 이름을 따서 "호다인스 만(Godyns Bay)" 또는 "호다인스 만(Godins Bay)"이라고 불렀다. 뉴네덜란드 식민지의 일부로, 네덜란드인들은 만 연안에 여러 정착지(가장 유명한 곳은 스바넨다엘 식민지)를 세우고 그 해안을 광범위하게 탐험했다. 만과 사우스강(현재의 델라웨어강)을 따라 형성된 기업 식민지의 미미한 존재는 전 뉴네덜란드 총독이었던 페터르 미노이트가 1638년에 스웨덴이 후원하는 경쟁적인 정착지인 뉘아스베리예를 세울 수 있게 했다. 그 결과 니우암스테르담(뉴욕시)의 네덜란드 식민 당국과의 분쟁은 1655년 페트루스 스투이베산트가 네덜란드 군대를 이끌고 이 지역으로 진군하면서 해결되었다. 1667년 브레다 조약에서 영국이 뉴네덜란드 식민지의 소유권을 획득한 후, 만은 그들의 소유가 되었고 델라웨어만으로 이름이 바뀌었다. 이 이름은 1610년 새뮤얼 아갈이 당시 버지니아의 새 총독이었던 토머스 웨스트 제3대 더라웨어 남작의 이름을 따서 지어주었다. 만과 강을 따라 살던 아메리카 원주민 부족은 나중에 그들의 위치 때문에 유럽인들에 의해 델라웨어족으로 불렸다. 미국의 주도 만과 강에서 이름을 따왔다.
만의 서쪽 둑과 강에 대해 잉글랜드의 제임스 2세와 윌리엄 펜에게 상충되는 왕실 특허가 주어졌다. 정착지가 빠르게 성장하여 델라웨어강 상류의 필라델피아는 18세기에 북아메리카에서 가장 큰 도시가 되었다. 펜은 델라웨어만으로의 접근이 펜실베이니아의 생존에 매우 중요하다고 보았기 때문에, 이를 확보하기 위해 칼버트 가문과 80년에 걸친 법적 경계 분쟁을 벌였다. 프렌치 인디언 전쟁 동안 조슈아 피셔의 "델라웨어만 해도" 원본 출판 배포는 그 정확성이 적의 접근에 유리할 수 있다는 이유로 당국에 의해 제한되었다. 1782년 미국 독립 전쟁 동안, 대륙해군의 중위 조슈아 바니는 만 내에서 영국 전대와 교전했다. 바니의 슬루프 세 척은 영국 왕립 해군의 프리깃 한 척, 슬루프형 포함 한 척, 왕당파 사략 한 척을 격파했다.
만의 전략적 중요성은 미국 독립 전쟁 중 라파예트 후작에 의해 주목되었고, 그는 필라델피아와 델라웨어주 뉴캐슬의 중요한 항구를 보호하기 위한 방어 요새를 위해 만의 상류에 있는 피아 패치 섬을 사용할 것을 제안했다. 델라웨어 요새는 나중에 피아 패치 섬에 건설되었다. 남북 전쟁 중에는 북부군 포로 수용소로 사용되었다.
1855년, 미국 정부는 필라델피아에서 델라웨어만의 깊은 물까지 26 ft (7.9 m) 깊이와 600 ft (180 m) 너비의 수로를 체계적으로 건설하기 시작했다. 1899년 강 및 항구법은 필라델피아에서 만의 깊은 물까지 30-피트 (9.1 m) 깊이와 600 피트 (180 m) 너비의 수로를 규정했다. 만의 다른 이름으로는 "사우스 만"과 "자위트 바예(Zuyt Baye)"가 있었다.

### 오늘날
이 만은 미국에서 가장 중요한 항해 수로 중 하나이며, 미시시피강 다음으로 두 번째로 붐비는 수로이다. 그 하류는 연안내수로의 일부를 형성한다. 두 곶을 직접 경유하여 대양으로 나가는 필요성은 각각 북쪽과 남쪽 곶에 있는 케이프메이 운하와 루이스-레호보스 운하로 우회된다. 상부 만은 체서피크만의 북쪽 끝과 체서피크-델라웨어 운하로 직접 연결된다.
델라웨어만 미국 해안경비대 지부는 2005년에 설립되었으며, 570명의 현역 인원과 195명의 예비군을 보유하고 있다.

## 같이 보기
- 델라웨어 어귀 협회
- 루이스-레호보스 운하
- 체서피크-델라웨어 운하
- 브로드킬강
- 세인트 존스강

## 추가 자료
- Myers, Albert Cook, ed.  Narratives of Early Pennsylvania, West New Jersey, and Delaware, 1630 -1707. (New York, NY: Charles Scribner's Sons. 1912)
- Ward, Christopher.  Dutch and Swedes on the Delaware, 1609 – 1664 (University of Pennsylvania Press. 1930)
- Leiby, A. C.  The Early Dutch and Swedish Settlers of New Jersey   (Princeton: D. Van Nostrand Co. 1964)